# Saint-Jean-de-la-Ruelle
Saint-Jean-de-la-Ruelle ist eine französische Gemeinde mit 16.608 Einwohnern (Stand: 1. Januar 2022) im Département Loiret in der Region Centre-Val de Loire. Die Gemeinde gehört zum Arrondissement Orléans und ist der Hauptort (chef-lieu) des Kantons Saint-Jean-de-la-Ruelle.

## Geografie
Saint-Jean-de-la-Ruelle liegt westlich von Orléans im südlichen Pariser Becken. Die Gemeinde liegt im Loiretal und ist im UNESCO-Weltkulturerbe eingetragen. Umgeben wird Saint-Jean-de-la-Ruelle von den Gemeinden Saran im Norden, Orléans im Osten, Saint-Pryvé-Saint-Mesmin im Süden, La-Chapelle-Saint-Mesmin im Südwesten und Ingré im Westen.

## Geschichte

### Internierungslager Saint-Jean
Nach Christian Eggers befand sich in Saint-Jean vom Dezember 1939 bis März 1940 ein Internierungslager für „étrangers indésirables“ (unerwünschte Ausländer).
Außer dass dieses Centre de rassemblement (CRE; Sammelzentren) mehr schlecht als recht in einer Schule untergebracht war, liegen keine Informationen vor.

## Bevölkerungsentwicklung
| Jahr      | 1962  | 1968   | 1975   | 1982   | 1990   | 1999   | 2006   | 2017   |
| Einwohner | 8.042 | 12.620 | 16.359 | 17.062 | 16.335 | 16.560 | 16.414 | 16.273 |

## Sehenswürdigkeiten
- Kirche Saint-Jean-Baptiste, 1905/06 erbaut
- Pont de l’Europe

## Persönlichkeiten
- Philippe Bertrand (1949–2010), Designer und Schriftsteller
- Stéphane Kakou (* 1988), Fußballspieler

## Partnergemeinden
- Amposta, Katalonien, Spanien
- Gommern, Sachsen-Anhalt, Deutschland
- Niepołomice, Woiwodschaft Kleinpolen, Polen
- Niantjila, Mali